# Oliver Dommenget
Oliver Dommenget (* 1966 in Berlin) ist ein deutscher Filmregisseur, Kameramann und Drehbuchautor.

## Leben
Dommenget wurde 1966 in Berlin geboren. Nach einem Praktikum bei Studio Hamburg und in der Kamerawerkstatt von Theo Rose arbeitete er zunächst als Kameraassistent sowie freiberuflicher Kameramann. So war er unter anderem an der Produktion von Reportagen, Musikvideos und Werbespots beteiligt. Ab 1997 schrieb er Drehbücher und realisierte daneben eigene Kurzfilme wie November (1997) und Verrat (1999). Letzterer wurde mit dem Deutschen Filmschulpreis in Bronze ausgezeichnet. Von 1998 bis 2000 studierte Dommenget an der Universität Hamburg Filmregie. 
2002 gab Dommenget mit Hilfe, ich bin ein Junge! (2002) sein Langfilmdebüt. Nachfolgend fungierte er als Regisseur zahlreicher Fernsehfilme und -serien, darunter Folgen der Krimiserie M.E.T.R.O. – Ein Team auf Leben und Tod, der ZDF-Reihe Im Tal der wilden Rosen und der Rechtsanwalt-Serie Der Dicke mit Dieter Pfaff. 2014 wurde Dommenget für Nichts mehr wie vorher mit dem Deutschen Fernsehkrimipreis ausgezeichnet.

## Filmografie (Auswahl)
- 2001: Wilder Hafen Ehe
- 2004: Liebe ohne Rückfahrschein
- 2004: Inga Lindström: Entscheidung am Fluss
- 2005: Ein Hund, zwei Koffer und die ganz große Liebe
- 2006: Im Tal der wilden Rosen: Was das Herz befiehlt
- 2006: Im Tal der wilden Rosen: Verzicht aus Liebe
- 2007: Im Tal der wilden Rosen: Herz im Wind
- 2009: Böseckendorf – Die Nacht, in der ein Dorf verschwand
- 2009: Klick ins Herz
- 2011: Marco W. – 247 Tage im türkischen Gefängnis
- 2012: Flirtcamp
- 2012: online – meine Tochter in Gefahr
- 2012: Mich gibt’s nur zweimal
- 2013: Nichts mehr wie vorher
- 2013: Der Weihnachtskrieg
- 2016: Duell der Brüder – Die Geschichte von Adidas und Puma
- 2021: Das Traumschiff: Malediven/Thaa Atoll